# Ibrahim Mahlab
Ibrahim Mahlab (tiếng Ả Rập: إبراهيم محلب; sinh ngày 12 tháng 4 năm 1949)) là chính trị gia Ai Cập. Ông từng giữ chức Thủ tướng của Ai Cập nhiệm kỳ từ tháng 6 năm 2014 đến tháng 9 năm 2015. Ngoài ra, ông từng là Bộ trưởng bộ Nhà.
Ông đã kết hôn và có thế nói tiếng Anh, tiếng Pháp.